# Дячан Пилип Микитович
Дячан Пилип Микитович (псевдонім — М. Розношинський; 25 жовтня 1831, Розношинці, тепер Збаразького району Тернопільської області — 1 лютого 1906, Високе) — український мовознавець, педагог, спочатку греко-католицький священик, потім православний. Москвофіл.

## Біографія
Навчався на факультеті слов'янської філології Віденського університету, у Львівському університеті.
Від середини 1850-х до 1861 року вчителював у Бережанській гімназії, переїхав до Львова, згодом — професор Варшавського університету.

## Праці
Автор книги «Геродот і його музи» (1877) та інших праць з класичної філології, статті «Критика на граматику руского язика, составлену д-ром Михайло Осадців» (1864), однієї з перших українських шкільних граматик «Методична граматика язика малоруского» (1865, українською і польською мовами).